# Quartet de corda núm. 4 (Schubert)
El Quartet de corda núm. 4 (D 46) en do major va ser compost per Franz Schubert el 1813.

## Moviments
1. Adagio – Allegro con moto (do major)
2. Andante con moto (sol major)
3. Menuetto: Allegro (si♭ major; Trio en do major)
4. Allegro (do major)